# Jean Emery
Jean Emery (fl. XX secolo) è stato un cestista svizzero.

## Carriera
Con la Svizzera ha disputato i Campionati europei del 1953.